# Idiochlora innotata
Idiochlora innotata là một loài bướm đêm trong họ Geometridae.